# 22-й Венецианский кинофестиваль
22-й Венецианский международный кинофестиваль проходил в Венеции, Италия, с 20 августа по 3 сентября, 1961 года.

## Жюри
- Филиппо Сакки (председатель жюри, Италия),
- Лео Арнштам (СССР),
- Джан Гаспаре Наполитано,
- Джулио Чезаре Кастелло (Италия),
- Жан де Баронселли (Франция),
- Джон Хабли (США),
- Леопольдо Торре Нильссон (Аргентина).

## Конкурсная программа
- Бандиты из Оргозоло, режиссёр Витторио Де Сета
- Разбойник, режиссёр Ренато Кастеллани
- Мир входящему, режиссёр Александр Алов и Владимир Наумов
- Не убий, режиссёр Клод Отан-Лара
- Самсон, режиссёр Анджей Вайда
- Лето и дым, режиссёр Питер Гленвилл
- Ванина Ванини, режиссёр Роберто Росселлини
- Жертва, режиссёр Бэзил Дирден
- Телохранитель, режиссёр Акира Куросава

## Награды
- Золотой лев: В прошлом году в Мариенбаде, режиссёр Ален Рене
- Специальный приз жюри: Мир входящему, режиссёр Александр Алов и Наумов
- Кубок Вольпи за лучшую мужскую роль: Тосиро Мифунэ — Телохранитель
- Кубок Вольпи за лучшую женскую роль: Сюзанн Флон — Не убий